# Bowie sabah
Bowie sabah (лат.) — вид блуждающих пауков рода Bowie (Ctenidae). Встречается в Малайзии (остров Калимантан, штат Сабах).

## Описание
Пауки средних размеров, длина около 1 см. Желтовато-коричневый с более тёмными узорами. Дорсальная сторона просомы с характерной более светлой срединной полосой, расширенной за глазами, глазное поле с редкими белыми волосками. Стернум и  тазики III + IV желтовато-коричневые с пятнами, тазики I + II желтовато-коричневые без рисунка, лабиум и гнатококсы желтовато-коричневые с более светлыми дистальными губами. Хелицеры темно-желтовато-коричневые с продольными узорами. Пальпы и ноги желтовато-коричневые, ноги III + IV с отчётливыми узорами. Дорсальная сторона опистосомы желтовато-коричневая с чёрными пятнами, передний край и центральная область светлые. Латеральная сторона опистосомы пятнистая. Вентрально опистосома темно-коричневая с задними сходящимися линиями пятен.

## Таксономия и этимология
Вид был впервые описан в 2022 году. Видовое название происходит от типового места обнаружения (штат Сабах, Малайзия). Внешне сходен с видом Bowie neukoeln.